# Stephen Bowen
Stephen Gerard Bowen (Cohasset (Massachusetts), 13 februari 1964) is een Amerikaans ruimtevaarder. Bowen zijn eerste ruimtevlucht was STS-126 met de spaceshuttle Endeavour en vond plaats op 15 november 2008. Tijdens de missie werden onderdelen naar het Internationaal ruimtestation ISS gebracht met de Multi-Purpose Logistics Module.
Bowen maakte deel uit van NASA Astronautengroep 18. Deze groep van 17 ruimtevaarders begon hun training in 2000 en had als bijnaam The Bugs. 
In totaal heeft Bowen vier ruimtevluchten op zijn naam staan. Allemaal met een verblijf aan boord van het Internationaal ruimtestation ISS. Tijdens zijn missies maakte hij tien ruimtewandelingen.